# Распределение Трейси — Видома

Вид функций плотности вероятности распределений Трейси — Видома F_{1}, F_{2} и F_{4}

Распределение Трейси — Видома — статистическое распределение, введённое Крэйгом Трейси и Гарольдом Видомом для описания нормированного наибольшего собственного значения случайной эрмитовой матрицы.
В прикладном отношении, распределение Трейси — Видома — это функция перехода между двумя фазами системы: со слабосвязанными и с сильносвязанными компонентами.
Оно также возникает как распределение длины наибольшей увеличивающейся подпоследовательности случайных перестановок, во флуктуациях потока асимметричного процесса с простыми исключениями с шаговым начальным условием и в упрощённых математических моделях поведения в задаче о наибольшей общей подпоследовательности случайных вводов.
Распределение F1 особенно интересно с точки зрения многомерной статистики .

## Определение
Распределение Трейси — Видома определяется как предел
{\displaystyle F_{\beta }(s)=\lim \limits _{n\rightarrow \infty }{\rm {Prob}}\left((\lambda _{\rm {max}}-{\sqrt {2n}})({\sqrt {2}})n^{1/6}\leq s\right){\mbox{,}}}
где {\displaystyle \lambda _{\rm {max}}} — наибольшее собственное число случайной матрицы {\displaystyle n\times n} стандартного (для компонентов матрицы {\displaystyle \sigma =1/{\sqrt {2}}}) гауссова ансамбля: при β=1 — ортогонального, при β=2 — унитарного, при β=4 — симплектического. Сдвиг {\displaystyle {\sqrt {2n}}} используется, чтобы центрировать распределение в точке 0. Множитель {\displaystyle ({\sqrt {2}})n^{1/6}} используется, поскольку стандартное отклонение распределения масштабируется как {\displaystyle n^{-1/6}}.

## Эквивалентные представления
Функция распределения Трейси — Видома для унитарных ансамблей ({\displaystyle \beta =2}) может быть представлена как фредгольмов определитель
{\displaystyle F_{2}(s)=\det(I-A_{s})}
оператора {\displaystyle A_{s}} на интегрируемой с квадратом функции на луче {\displaystyle (s,\infty )} ядром в понятиях функций Эйри {\displaystyle \mathrm {Ai} } через
{\displaystyle {\frac {\mathrm {Ai} (x)\mathrm {Ai} '(y)-\mathrm {Ai} '(x)\mathrm {Ai} (y)}{x-y}}.}
Также её можно представить интегралом
{\displaystyle F_{2}(s)=\exp \left(-\int _{s}^{\infty }(x-s)q^{2}(x)\,dx\right)}
через решение уравнения Пенлеве II
{\displaystyle q^{\prime \prime }(s)=sq(s)+2q(s)^{3}\,{\mbox{,}}}
где {\displaystyle q}, называемое решением Гастингса—Мак-Леода, удовлетворяет граничным условиям:
{\displaystyle \displaystyle q(s)\sim {\textrm {Ai}}(s),s\rightarrow \infty .}

## Другие распределения Трейси — Видома
Распределения Трейси — Видома {\displaystyle F_{1}} и {\displaystyle F_{4}} для ортогональных ({\displaystyle \beta =1}) и симплектических ({\displaystyle \beta =4}) ансамблей также выразимы через трансцендент Пенлеве {\displaystyle q}:
{\displaystyle F_{1}(s)=\exp \left(-{\frac {1}{2}}\int _{s}^{\infty }q(x)\,dx\right)\,\left(F_{2}(s)\right)^{1/2}}
и
{\displaystyle F_{4}(s/{\sqrt {2}})=\mathrm {ch} \left({\frac {1}{2}}\int _{s}^{\infty }q(x)\,dx\right)\,\left(F_{2}(s)\right)^{1/2}.}
Существует расширение этого определения на случаи {\displaystyle F_{\beta }} при всех {\displaystyle \beta >0}.

## Численные приближения
Численные методы получения приближённых решений уравнений Пенлеве II и Пенлеве V и численно определённые распределения собственных значений случайных матриц в бета-ансамблях впервые были представлены в 2005 году (использовался MATLAB). Эти приближённые методы позднее были аналитически уточнены и используются для получения численного анализа Пенлеве II и распределений Трейси — Видома (для {\displaystyle \beta =1,2,4}) в S-PLUS. Эти распределения были табулированы до четырёх значащих цифр по значениям аргумента с шагом 0.01; в работе также присутствовала статистическая таблица p-значений. В 2009 году даны точные и быстрые алгоритмы численного определения {\displaystyle F_{\beta }} и функций плотности {\displaystyle \textstyle f_{\beta }(s)={dF_{\beta } \over ds}} для {\displaystyle \beta =1,2,4}. По этим алгоритмам можно численно подсчитать среднее значение, дисперсию, асимметрию и эксцесс распределений {\displaystyle F_{\beta }}.
| β | Среднее          | Дисперсия       | Коэффициент асимметрии | Эксцесс      |
| - | ---------------- | --------------- | ---------------------- | ------------ |
| 1 | −1.2065335745820 | 1.607781034581  | 0.29346452408          | 0.1652429384 |
| 2 | −1.771086807411  | 0.8131947928329 | 0.224084203610         | 0.0934480876 |
| 4 | −2.306884893241  | 0.5177237207726 | 0.16550949435          | 0.0491951565 |

Функции для работы с законами Трейси — Видома также представлены в пакете для R RMTstat и в пакете для MATLAB RMLab.
Вычислено также простое приближение на основе смещённых гамма-распределений.